# Niebezpieczne ujęcia
Niebezpieczne ujęcia (ang. Cover Up) – amerykański serial realizowany w latach 1984-1985.

## Krótki opis
Serial posiadał dwa tłumaczenia tytułów „Niebezpieczne ujęcia” (w TVP1) oraz „Podwójna gra” (w TV4). Serial opowiada o śledztwach prowadzonych przez panią Danielle Reynolds, pracującą pod przykrywką agencji modelek.
Na planie serialu miał miejsce tragiczny wypadek, w którym zginął odtwórca głównej roli – Jon-Erik Hexum. W kolejnych odcinkach zastąpił go australijski model Antony Hamilton, który również odszedł przedwcześnie – zmarł na AIDS w 1995 r.

## Obsada
- Jennifer O’Neill jako Danielle Reynolds (wszystkie 21 odcinków)[1]
- Richard Anderson jako Henry Towler (21 odcinków)
- Jon-Erik Hexum jako Mac Harper (1984: 7 odcinków)
- Antony Hamilton jako Jack Striker (1985: 14 odcinków)
- Louis Jourdan jako George LeMare (1 odcinek)
- Ingrid Anderson jako Gretchen (17 odcinków)
- Mykelti Williamson jako Rick (19 odcinków)
- Dana Sparks jako Ashley (17 odcinków)
- Heather McNair jako Cindy (1 odcinek)
- Irena Ferris jako Billie (14 odcinków)
- Terri Lynn jako Terri (6 odcinków)
- Kimberly Foster jako Kim (3 odcinki)
- Rosemarie Thomas jako Lisa (3 odcinki)
- Martine Beswick jako Melissa (2 odcinki)
- Rosalind Allen jako miss USA, Barbara Carroll (2 odcinki)
- Teri Hafford jako modelka (2 odcinki)
- Judith Ledford jako Judith (2 odcinki)
- Patrick Gorman jako dr Lawrence (2 odcinki)
- Marcia Moran jako kobieta otrzymująca wiadomość (2 odcinki)

## Lista odcinków
| Lp # | Tytuł                              | Data emisji          |
| ---- | ---------------------------------- | -------------------- |
| 1    | Pilot (Part 1)                     | 22 września 1984     |
| 2    | Pilot (Part 2)                     | 22 września 1984     |
| 3    | "Death in Vogue"                   | 29 września 1984     |
| 4    | "The Million Dollar Face"          | 6 października 1984  |
| 5    | "Harper-Gate"                      | 10 października 1984 |
| 6    | "Sudden Exposure"                  | 17 października 1984 |
| 7    | "Nothing to Lose"                  | 24 października 1984 |
| 8    | "Golden Opportunity" *             | 3 listopada 1984     |
| 9    | "Writer’s Block" **                | 24 listopada 1984    |
| 10   | "Murder in Malibu"                 | 1 grudnia 1984       |
| 11   | "Midnight Highway"                 | 8 grudnia 1984       |
| 12   | "A Subtle Seduction"               | 29 grudnia 1984      |
| 13   | "Black Widow"                      | 5 stycznia 1985      |
| 14   | "Murder Offshore"                  | 12 stycznia 1985     |
| 15   | "The Assassin"                     | 26 stycznia 1985     |
| 16   | "Rules to Die By"                  | 2 lutego 1985        |
| 17   | "Healthy, Wealthy, and Dead"       | 23 lutego 1985       |
| 18   | "The Ugliest America"              | 2 marca 1985         |
| 19   | "Who’s Trying to Kill Miss Globe?" | 9 marca 1985         |
| 20   | "Adam’s Rib"                       | 23 marca 1985        |
| 21   | "Jack of Spades"                   | 30 marca 1985        |
| 22   | "Passions"                         | 6 kwietnia 1985      |

- * ostatni odcinek, w którym wystąpił Jon-Erik Hexum
- ** pierwszy odcinek, w którym wystąpił Antony Hamilton